# Electrocar Corporation
Electrocar Corporation war ein US-amerikanischer Hersteller von Automobilen.

## Unternehmensgeschichte
Das Unternehmen wurde 1920 in New Brunswick in New Jersey gegründet. Joseph Anglada war der Konstrukteur. Nach zwei Jahren der Entwicklung waren 1922 die ersten Fahrzeuge fertig. Die Markteinführung fand im April 1922 auf der jährlich stattfindenden Elektroautomobilausstellung in New York City statt. Der Markenname lautete Electrocar. Im gleichen Jahr endete die Produktion.

## Fahrzeuge
Im Angebot standen Elektroautos. Das Aussehen ähnelte Fahrzeugen mit Ottomotoren. Der Elektromotor befand sich vorne unter einer Motorhaube. Davor war die Attrappe eines Kühlergrills in ovaler Form. Viele Teile wurden zugekauft. So kam der Elektromotor von General Electric und die Batterien von Exide. Das Fahrgestell hatte 284 cm Radstand. Einzige bekannte Karosserieform war eine Limousine.
Die Fahrzeuge wurden als Taxis eingesetzt.